# Союз 24
„Союз 21“ е съветски пилотиран космически кораб.

## Екипажи

### Основен екипаж
- Виктор Горбатко (2) – командир
- Юрий Глазков (1) – бординженер

### Дублиращ екипаж
- Анатолий Березовой – командир
- Михаил Лисун – бординженер

### Резервен екипаж
- Владимир Козелски – командир
- Владимир Преображенски – бординженер

## Параметри на мисията
- Маса: 6800 kg
- Перигей: 184,7 km
- Апогей: 346,2 km
- Наклон: 51,65°
- Период: 89,52 min

## Описание на полета
Това е кораб № 66 от модификацията Союз 7К-ТА-9. Това е последният пилотиран полет в рамките на военната програма Алмаз, осъществено е второто скачване с орбиталната станция Салют-5.
Някои от по-важните дейности по време на полета са следните:
- Частична смяна на атмосферата в орбиталната станция. Предполагало се, че в нея са се отделили отровни вещества, които са въздействали върху здравословното състояние на вкипажа на Союз 21. Въздухът се изпуска в открития космос, а се възстановява от балони със сгъстен, които космонавтите носят със себе си;
- Довършване на дейностите, които са останали от предишната експедиция („Союз 21“);
- Преди завръщането си на Земята космонавтите зареждат спускаема капсула (намираща се на борда на Салют-5) фотоленти, с материали и проби от експерименти и го поставят в шлюзовата камера на станцията. По команда от Земята капсулата е изстреляна в открития космос и с помощта на двигатели, работещи със сгъстен азот, е ориентирана и приземена на територията на СССР.